# 井原百介

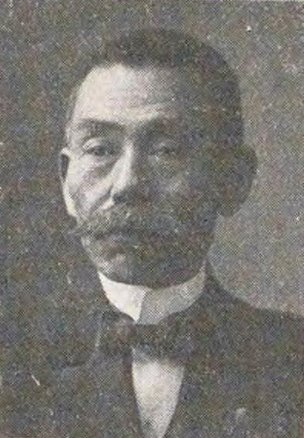
井原百介

井原 百介（いばら ひゃくすけ、1860年2月26日（安政7年2月5日） - 1927年（昭和2年）12月15日）は、日本の農学者、政治家。衆議院議員（大阪府郡部選出、当選2回）。族籍は山口県士族。

## 経歴
長門国阿武郡萩町（現萩市）出身。山口県士族・井原勘兵衛の二男で、先代井原壽の養子となり家督を相続する。
1880年（明治13年）、駒場農学校農学科を卒業し、1883年（明治16年）には同校農芸化学科を卒業した。農商務省御用掛、山口中学校教諭、山口農学校校長、山口高等中学校教諭、宮城農学校校長、宮城県技師を歴任した。1898年（明治31年）より大阪府技師、大阪府立農学校校長を務めた。
1915年（大正4年）、第12回衆議院議員総選挙に出馬し、当選。第13回衆議院議員総選挙でも再選を果たした。立憲同志会、憲政会に所属。

## 人物
住所は大阪府泉北郡浜寺村浜寺公園第三区。

## 家族・親族
井原家
- 養父・壽[3]
- 妻・ヒサ（1870年 - ?、養父・壽の長女）[3]
- 養子・信次（1890年 - ?、山口士族・松野半蔵の二男）[5]